# ألفرد بونيت
ألفرد بونيت (بالإنجليزية: Alfred Bonnet)‏ (و. 1865 – 1933 م) هو عالم اقتصاد، من فرنسا، توفي عن عمر يناهز 68 عاماً.